# 法兰克福行政区
法兰克福行政區（德語：Regierungsbezirk Frankfurt），是1815年至1945年间普鲁士王國勃兰登堡省的一个行政区，首府為奥得河畔法兰克福。今天它的西部属于德國勃兰登堡州，而东部在1945年重劃边界后，成為波兰的一部分。
它创建于1815年，当时普鲁士重组内部行政机构。法蘭克福行政區包含勃兰登堡省东部的大部分农村地区，包括諾伊馬克和下卢萨蒂亚。1871年德意志帝國建立，法蘭克福行政區隨著普鲁士成为德意志帝国的一部分。
1938年，阿恩斯瓦尔德（Arnswalde）和弗里德貝格（Friedeberg，今波蘭米爾斯克）从法兰克福地区分离出来，并入新的行政区劃，称为波森-西普鲁士边境行政區，後并入波美拉尼亚省。与此同时，梅瑟里茨和什未林從之前的波森-西普鲁士省移出，成为法兰克福行政区的一部分。这些变化使法兰克福地区的土地面积从20,731平方公里减少到18,390平方公里。
1945年二戰結束，奥得河以东的部分地区成为波兰的一部分，而西部则属于德国的苏联占领区。奥得河以西的勃兰登堡州创建于1946年，在行政上并未细分为“行政區”。然而三年后，新成立的东德在1952年进行了进一步的行政改革，廢除州制，前法兰克福地区的西部地区成为新的法兰克福區的一部分。